# Nikola Dobrić
Nikola Dobrić (* 28. September 1982 in Odžaci) ist ein österreichischer Linguist. Zurzeit arbeitet er als Senior Scientist der Linguistik am Institut für Anglistik und Amerikanistik an der Fakultät für Kulturwissenschaften an der Alpen Adria Universität Klagenfurt (Österreich).

## Leben
Dobrić graduierte 2006 an der Universität von Novi Sad (Serbien) in Englischer Literatur. Von 2004 bis 2007 unterrichtete er Englisch an der Grundschule „Ivo Lola Ribar“ in Plavna, Serbien. Ab 2007 begann er ein Master-Studium im Bereich „Corpus Linguistics“, welches er 2009 unter der Anleitung von Randall Major abschloss. 2008 und 2009 arbeitete Dobrić als Sprachlehrer an der „Novi Sad School of Business“. Im akademischen Jahr 2009/2010 begann er als Universitäts-Assistent am Institut für Anglistik und Amerikanistik an der Alpen Adria Universität Klagenfurt zu arbeiten. Im September 2012 erlangte er einen PhD in Computerlinguistik und natürlicher Sprachverarbeitung mit dem Titel „Can you really know a word by the company it keeps? – An investigation into the contextual influence on aspects of polysemy“ an der Klagenfurter Universität unter der Anleitung von Allan James und Veronica Zima-Smith. Im März 2021 erhielt er seine Habilitation (postdoctorial degree) im Fachbereich der Angewandten Linguistik (applied linguistics) mit dem Fokus auf „language testing and assessment“. Der Titel von Dobrićs Habilitationsschrift lautet „Rater Cognition and Errors - A Corpus-Based Approach to Validating Writing Assessment“.
Nikola Dobrić unterrichtet regelmäßig Lehrveranstaltungen im Bereich Digital Humanities (Korpus Linguistik) und in Sprachtesten (Bewertung von geschriebenen Texten). Weiters unterrichtete er auf an der Universität Ljubljana (Slowenien) und der University of Novi Sad (Serbien). Er leitete mehrere nationale und internationale Projekte in den Bereichen der natürlichen Sprachverarbeitung und Test-Validierung.
Dobrić ist Autor von 50 verschiedenen Veröffentlichungen. Diese beinhalten einige Monografien sowie Sammelbänder. Zudem ist er der Hauptherausgeber des Open-Access-Journals „Colloquium: New Philologies“.
In den letzten Jahren erhielt er einen Förderpreis der Bildungsforschung im Jahr 2014 und eine Team-Auszeichnung des Innovationspreises im Jahr 2016, der vom Kärntner Wirtschaftsförderungsfonds (Österreich) vergeben wird.
Zusätzlich zu seiner akademischen Arbeit, engagiert sich Dobrić als Experten-Berater der Europäischen Kommission (EACEA und Horizon 2020), dem Europäischen Parlament, und mehreren nationalen und internationalen wirtschaftlichen Fonds. Außerdem bewegt er sich aktiv im Linguistik-Fachkreis in Kärnten und gilt als eines der Gesichter des Carinthian International Center (CIC).

## Werk (Auswahl)
- 2018: Conceptualization of Validity in Educational Testing – Historical Discussion and Contemporary Consensus. Arbeiten aus Anglistik und Amerikanistik, No. 1, Vol 43: 3 -25.
- 2016: Corpus-based Applied Linguistics – Use Across Disciplines (mit Eva-Maria Graf und Alexander Onysko). Newcastle upon Tyne: Cambridge Scholars Publishing.
- 2015: Metaphors Conceptualizing Illnesses – The Case of the Flu (mit Franzisca Weder). Continuum: Journal of Media & Cultural Studies. Oxfordshire: Taylor and Francis Group.
- 2015: Three-factor Prototypicality Evaluation and the Verb Look. Language Sciences, 50: 1–11.
- 2013: The Theory and Practice of Corpus-based Semantics. Gunter Narr Verlag: Tübingen.